# 越谷市立図書館
越谷市立図書館（こしがやしりつとしょかん）は、埼玉県越谷市が設立・運営する公共図書館である。

## 概要
越谷市図書館は越谷市が運営する公立図書館であり、越谷市に在住・在勤・在学する者の他、春日部市・三郷市・八潮市・吉川市・草加市・川口市・北葛飾郡松伏町の在住者も広域利用により利用することが出来る
越谷市では本館の他、北部図書室・南部図書室・中央図書室が設けられている。
越谷市立図書館では1973年（昭和48年）2月より市内を巡回する移動図書館「しらこばと号」を運営しているなお、本館・北部図書室・南部図書室・中央図書室・移動図書館は共通の貸出カードにより資料貸借を行っている。

## 本館

### 所在地
- 埼玉県越谷市東越谷4-9-1（北緯35度53分53.3秒 東経139度47分47.3秒 / 北緯35.898139度 東経139.796472度）

### アクセス
- 越谷駅西口より朝日バス「花田循環 越谷市立図書館前行き」に乗車、「中央中学校前」もしくは「市立図書館入口」にて下車、バス停より徒歩にて約3分。
- 南越谷駅北口より朝日バス「市立図書館行き（乗車約20分）」に乗車、終点にて下車すぐ。

### 休館日
- 毎週月曜日 - この他、例外あり。

### 開館時間
- 平日 - 10時00分 - 19時00分
- 土・日・祝日 - 9時30分 - 17時00分

## 北部図書室

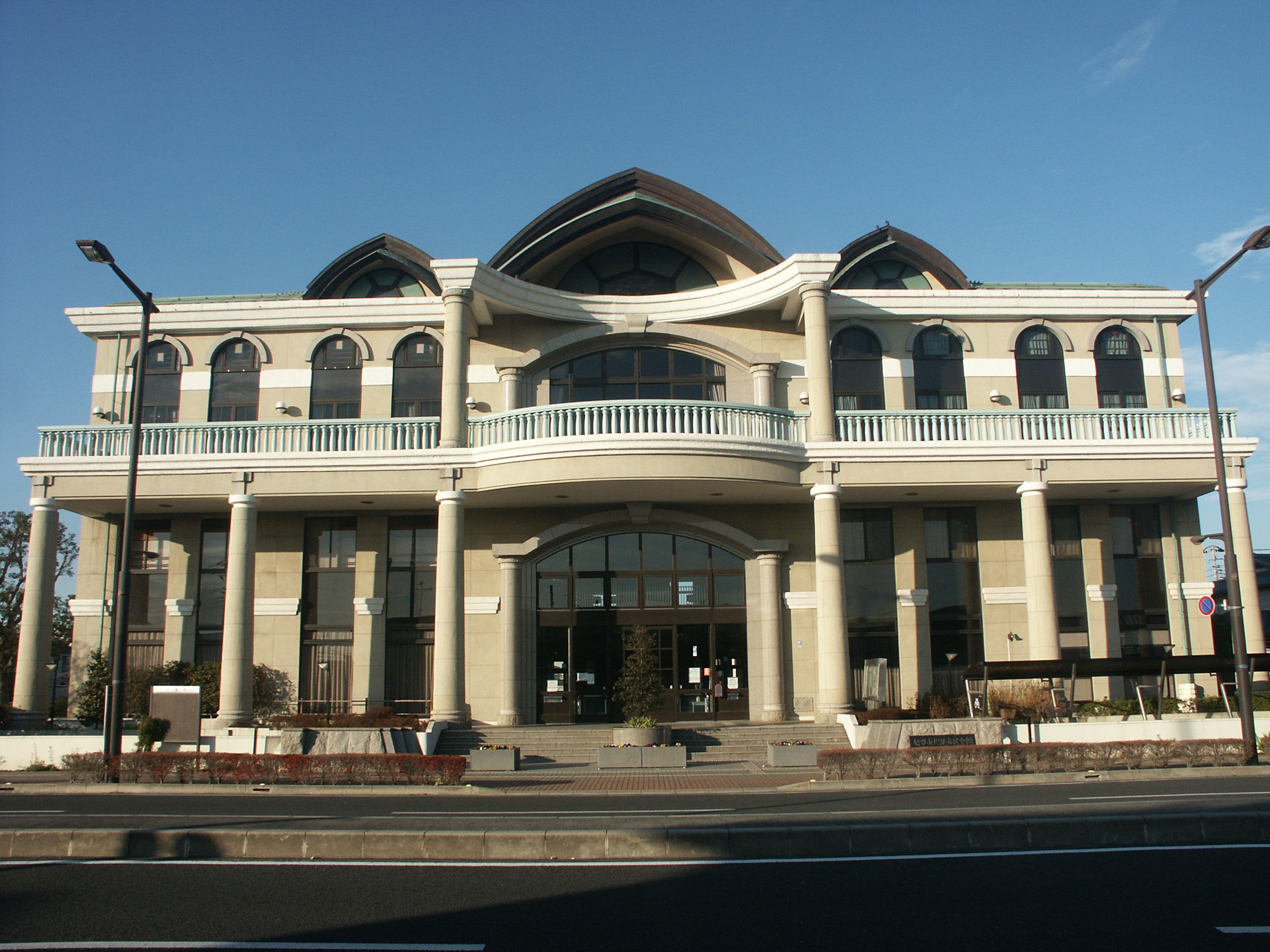
北部図書室が設けられている越谷市北部市民会館

北部市民会館の2階に設けられている。

### 所在地
- 埼玉県越谷市恩間181-1（北緯35度55分27.4秒 東経139度46分22.6秒 / 北緯35.924278度 東経139.772944度）

### アクセス
- 大袋駅より西へ徒歩にて約5分（約300m）。

### 開館時間
- 9時00分 - 21時30分

## 南部図書室
越谷サンシティ商業棟「イオン南越谷店（6階）」内に設けられている。

### 所在地
- 埼玉県越谷市南越谷1-2876-1（北緯35度52分26秒 東経139度47分33秒 / 北緯35.87389度 東経139.79250度）

### アクセス
- 新越谷駅東口・南越谷駅南口より南東へ徒歩にて約3分。（約200m）[3]

### 開館時間
- 平日 - 10時00分 - 21時00分
- 土・日・祝日 - 9時30分 - 21時00分

## 中央図書室

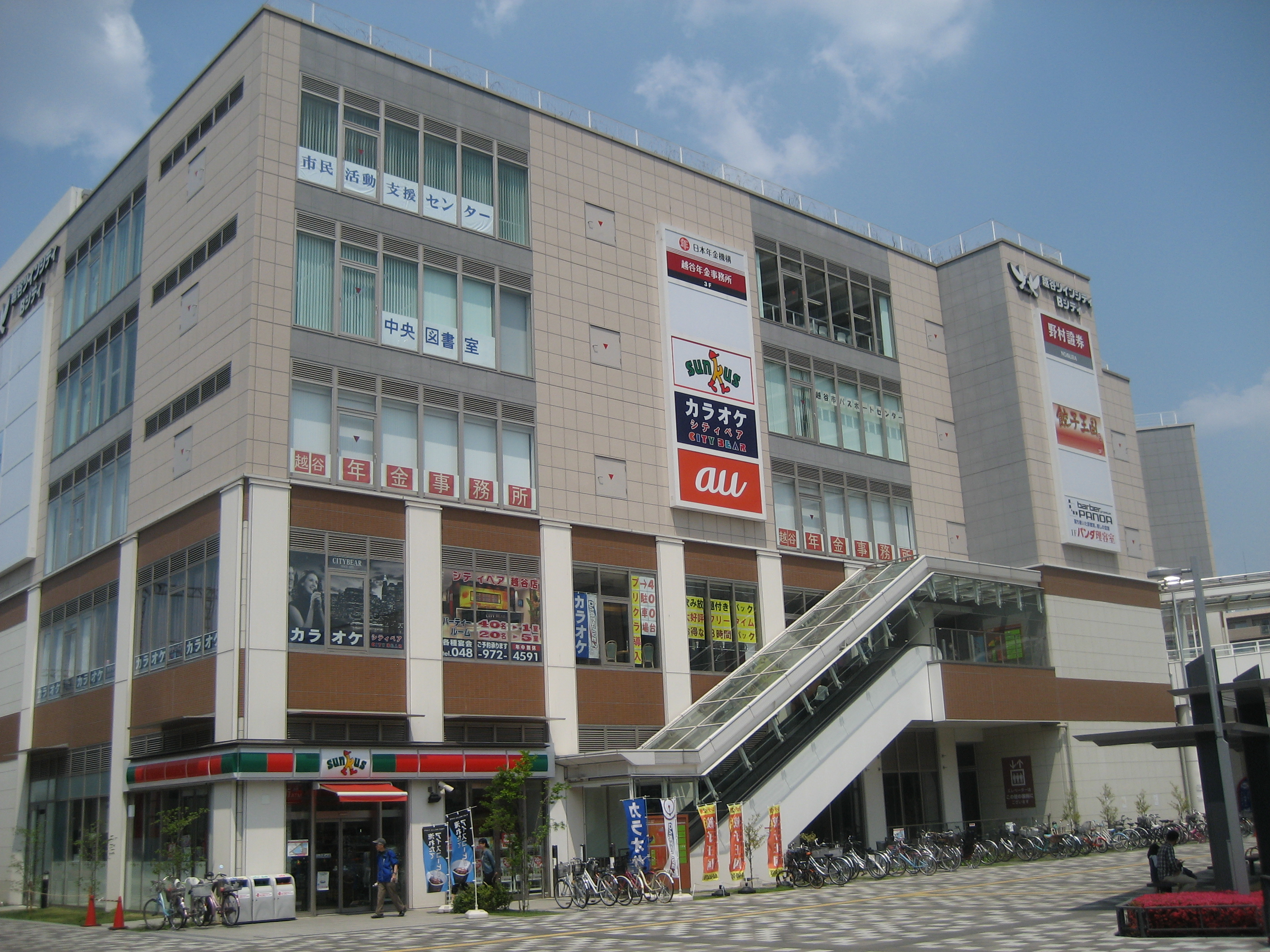
中央図書室が併設されている越谷ツインシティBシティ

越谷ツインシティ「Bシティ（4階）」内に設けられている。

### 所在地
- 埼玉県越谷市弥生町16番1号

### アクセス
- 越谷駅東口より徒歩にて約1分。

### 開館時間
- 平日・土・日・祝日 - 9時30分 - 21時30分